# Stenopyga reticulata
Stenopyga reticulata är en bönsyrseart som beskrevs av Werner 1916. Stenopyga reticulata ingår i släktet Stenopyga och familjen Mantidae. Inga underarter finns listade i Catalogue of Life.